# Степное (Пластовский район)
Степно́е — село в Пластовском округе Челябинской области России.

## География
Через Степное протекает река Уй и река Курасан.

### Уличная сеть
Уличная сеть посёлка состоит из 14 улиц и переулков.

## История
Постановлением Заксобрания Челябинской области от 25 мая 2006 года N 161 «Об утверждении перечня муниципальных образований (административно-территориальных единиц) Челябинской области и населённых пунктов, входящих в их состав») село вместе с Степнинским сельским поселением передано из состава Троицкого
района в состав города Пласта.
До 2024 года — административный центр Степнинского сельского поселения Пластовского муниципального района. После их упразднения входит в Пластовский округ.

## Население
| 2002 | 2010  |
| ---- | ----- |
| 1770 | ↘1610 |

По данным Всероссийской переписи, в 2010 году численность населения посёлка составляла 1610 человек (760 мужчин и 850 женщин).

## Известные уроженцы
- Пальчиков, Павел Иванович (1905—1990) — советский военачальник, гвардии полковник.
- Иосиф Матвеевич Кузнецов — (28.3.1915, станица Степная, Оренбургская губерния, Российская империя — 22.2.2009 Санкт-Петербург) — вице-адмирал (25.10.1967), доцент (1975), кандидат военно-морских наук (1976)